# 常盤村 (長野県下水内郡)
常盤村（ときわむら）は長野県下水内郡にあった村。現在の飯山市大字常盤・照里・大池・小沼にあたる。

## 地理
- 河川：千曲川

## 歴史
- 1889年（明治22年）4月1日 - 町村制の施行により、常盤村・照里村および飯山町の一部（大池組）の区域をもって発足。
- 1954年（昭和29年）8月1日 - 飯山町・秋津村・柳原村・外様村・下高井郡木島村・瑞穂村と合併して飯山市が発足。同日常盤村廃止。

## 交通

### 鉄道路線
- 日本国有鉄道
  - 飯山線
    - 信濃平駅 - 戸狩駅（現・戸狩野沢温泉駅）

### 道路
- 国道117号